# Audi A6
Audi A6 je osobní automobil vyšší střední třídy pocházející z továren německé automobilky Audi. Vyrábí se od roku 1994. Je dostupné ve dvou variantách – sedan (Limuzína) a kombi (Avant). Od druhé generace se také vyrábí varianta Allroad.

## C4 (Typ 4A, 1994–1997)

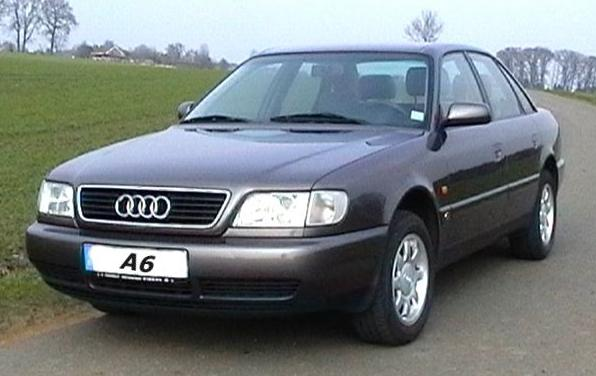
Audi A6 C4 sedan

V roce 1994 prošla Audi 100 faceliftem a byla přejmenována na Audi A6, tak aby zapadla do nového systému značení automobilů Audi. Design byl téměř shodný jako u Audi 100. Změn doznaly například přední světla, která mají lehce jiný tvar a dostala takzvané čočky ke všem motorizacím (u Audi 100 byly jen k TDI a S4). Lehce byla upravená i světla zadní, díky kterým na první pohled odlišíte typ 100 a A6. Typ A6 také dostal 103 kilowatovou verzi motoru 2.5 TDI, tento motor se zapsal do automobilových dějin jako jeden z nejlepších naftových motorů, které kdy spatřily světlo světa. Nové motory překonaly tento motor co se týče výkonu, ale na jeho spolehlivost, hospodárnost a jednoduchost už nedosáhly. Zároveň již bylo možné získat pohon Quattro s posledně jmenovaným naftovým motorem.

### Motory
| válce            | objem | výkon          |
| ---------------- | ----- | -------------- |
| řadový čtyřválec | 1,8 l | 92 kW (125 k)  |
| řadový čtyřválec | 2,0 l | 85 kW (115 k)  |
| řadový pětiválec | 2,3 l | 98 kW (133 k)  |
| řadový pětiválec | 2,2 l | 169 kW (230 k) |
| V6               | 2,6 l | 110 kW (150 k) |
| V6               | 2,8 l | 128 kW (174 k) |
| V6               | 2,8 l | 142 kW (193 k) |
| V8 (jen u S6)    | 4,2 l | 210 kW (280 k) |
| V8 (jen u S6)    | 4,2 l | 243 kW (326 k) |

| válce            | objem | výkon          |
| ---------------- | ----- | -------------- |
| řadový čtyřválec | 1,9 l | 66 kW (90 k)   |
| řadový pětiválec | 2,5 l | 85 kW (115 k)  |
| řadový pětiválec | 2,5 l | 103 kW (140 k) |

## C5 (Typ 4B, 1997–2006)

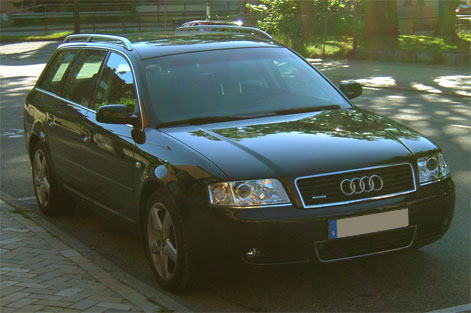
Audi A6 C5 Avant

O tři roky později v roce 1997 byla vydána nová verze – Audi A6 C5. Oproti předchozí verzi se lišila zcela novým designem a přibyly i nové motory. Na výběr byla manuální převodovka a pětistupňová automatická převodovka Tiptronic. V roce 1998 Audi představilo verzi Avant.
S rokem 2000 přichází A6 s faceliftem a s novými motory. Revolucí byla převodovka Multitronic – bezestupňová převodovka s plynulou změnou převodového poměru. U této převodovky již nedochází k přerušení při řazení.

### Allroad Quattro
V této generaci se již můžeme setkat s modelem Audi Allroad Quattro – první model pro terén vyrobený automobilkou Audi. Ten byl ve své době velmi oblíbený a navíc neměl příliš přímých konkurentů. Allroad byl odvozen pouze z modelu kombi. Výroba byla ukončena v roce 2006, kdy byl vůz nahrazen novějším modelem.
Vůz má pneumatické odpružení podvozku, uzávěrky diferenciálu a některé kusy jsou vybaveny redukční převodovkou. Specifický systém odpružení od firmy Continental Automotive Systems zajišťoval dobré jízdní vlastnosti v terénu i na silnici. Motory byly k dispozici 3. Zážehový V6 o objemu 2,7 litru a výkonu 184 kW, zážehový V8 o objemu 4,2 litru a výkonu 220 kW a vznětový V6 o objemu 2,5 litru a výkonu buď 120 nebo 132 kW.

### Motory
Model A6 C5 byl dostupný s těmito motorizacemi:
| Název                                                    | Kód motoru                            | Zdvihový objem         | Koncepce motoru | Maximální výkon v daných otáčkách za minutu (Directive 80/1269/EEC) | Maximální kroutící moment v otáčkách za minutu | 0-100 km/h | Maximální rychlost (sedan)         | Roky produkce |
| -------------------------------------------------------- | ------------------------------------- | ---------------------- | --------------- | ------------------------------------------------------------------- | ---------------------------------------------- | ---------- | ---------------------------------- | ------------- |
| Petrol engines all multi-point sequential fuel injection |                                       |                        |                 |                                                                     |                                                |            |                                    |               |
| 1.8i                                                     | AJP, AQE, ARH                         | 1 781 cc (108,7 cu in) | I4 DOHC 20v     | 92 kW (125 PS; 123 hp) při 5,800                                    | 168 Nm při 3,500                               | 11.3 sec   | 203 km/h (126 mph)                 | 1997–2001     |
| 1.8T                                                     | AEB, APU, ANB, AWT, ARK               | 1 781 cc (108,7 cu in) | I4 DOHC 20v     | 110 kW (150 PS; 148 hp) při 5,700                                   | 210 Nm při 1,750–4,600                         | 9.4 sec    | 217 km/h (135 mph)                 | 1997–2005     |
| 1.8T                                                     | AJL                                   | 1 781 cc (108,7 cu in) | I4 DOHC 20v     | 132 kW (179 PS; 177 hp) při 6,200                                   | 235 Nm při 2000–4,600                          | 8.5 sec    | 230 km/h (143 mph)                 | 1997–2002     |
| 2.0i                                                     | ALT                                   | 1 984 cc (121,1 cu in) | I4 DOHC 20v     | 96 kW (131 PS; 129 hp) při 5,700                                    | 195 Nm při 3,300                               | 10.5 sec   | 205 km/h (127 mph)                 | 2001–2005     |
| 2.4i                                                     | ALW, ARN, ASM                         | 2 393 cc (146,0 cu in) | V6 DOHC 30v     | 100 kW (136 PS; 134 hp) při 6,000                                   | 230 Nm při 3,200                               | 10.1 sec   | 210 km/h (130 mph)                 | 1997–2005     |
| 2.4i                                                     | APC                                   | 2 393 cc (146,0 cu in) | V6 DOHC 30v     | 115 kW (156 PS; 154 hp) při 6,000                                   | 230 Nm při 3,200                               | 9.7 sec    | 215 km/h (134 mph)                 | 1997–2003     |
| 2.4i                                                     | AGA, AML, APS, ALF, ARJ               | 2 393 cc (146,0 cu in) | V6 DOHC 30v     | 121 kW (165 PS; 162 hp) při 6,000                                   | 230 Nm při 3,200                               | 9.1 sec    | 222 km/h (138 mph)                 | 1997–2001     |
| 2.4i                                                     | BDV                                   | 2 393 cc (146,0 cu in) | V6 DOHC 30v     | 125 kW (170 PS; 168 hp) při 6,000                                   | 230 Nm při 3,200                               | 9.3 sec    | 224 km/h (139 mph)                 | 2001–2005     |
| 2.7TT                                                    | AJK, AZA                              | 2 671 cc (163,0 cu in) | V6 DOHC 30v     | 169 kW (230 PS; 227 hp) při 5,800                                   | 310 Nm při 1,700–4,600                         | 7.3 sec    | 245 km/h (152 mph)                 | 1999–2001     |
| 2.7TT                                                    | ARE, BES,                             | 2 671 cc (163,0 cu in) | V6 DOHC 30v     | 184 kW (250 PS; 247 hp) při 5,800                                   | 350 Nm při 1,800–4,500                         | 6.8 sec    | 248 km/h (154 mph)                 | 2000–2005     |
| 2.7TT US                                                 | APB, BEL                              | 2 671 cc (163,0 cu in) | V6 DOHC 30v     | 187 kW (254 PS; 251 hp) při 5,800                                   | 350 Nm při 1,800–4,500                         | 6.6 sec    | 248 km/h (154 mph)                 | 1999–2005     |
| 2.8i                                                     | ATX                                   | 2 771 cc (169,1 cu in) | V6 DOHC 30v     | 140 kW (190 PS; 188 hp) při 6,000                                   | 280 Nm při 3,200                               | 8.2 sec    | 236 km/h (147 mph)                 | 1997–2001     |
| 2.8i                                                     | ACK, AHA, APR, ALG, AMX, APR, AQD,AQT | 2 771 cc (169,1 cu in) | V6 DOHC 30v     | 142 kW (193 PS; 190 hp) při 6,000                                   | 280 Nm při 3,200                               | 8.1 sec    | 236 km/h (147 mph)                 | 1997–2001     |
| 3.0i                                                     | BBJ                                   | 2 976 cc (181,6 cu in) | V6 DOHC 30v     | 160 kW (218 PS; 215 hp) při 6,300                                   | 290 Nm při 3,200                               | 7.6 sec    | 243 km/h (151 mph)                 | 2002–2004     |
| 3.0i                                                     | ASN, AVK                              | 2 976 cc (181,6 cu in) | V6 DOHC 30v     | 162 kW (220 PS; 217 hp) při 6,300                                   | 300 Nm při 3,200                               | 7.5 sec    | 243 km/h (151 mph)                 | 2001–2004     |
| 4.2i                                                     | ARS, ART, ASG, AWN                    | 4 172 cc (254,6 cu in) | V8 DOHC 40v     | 220 kW (299 PS; 295 hp) při 6,200                                   | 400 Nm při 3,000–4,000                         | 6.9 sec    | 250 km/h (155 mph) (elec. limited) | 1999–2005     |
| 4.2i Allroad                                             | BAS                                   | 4 163 cc (254,0 cu in) | V8 DOHC 40v     | 221 kW (300 PS; 296 hp) při 6,200                                   | 380 Nm při 2,600–4,700                         | 6.9 sec    | 250 km/h (155 mph) (elec. limited) | 2002–2005     |
| 4.2i S6                                                  | AQJ, ANK, BBD                         | 4 172 cc (254,6 cu in) | V8 DOHC 40v     | 250 kW (340 PS; 335 hp) při 7,000                                   | 420 Nm při 3,400                               | 5.7 sec    | 250 km/h (155 mph) (elec. limited) | 1999–2005     |
| 4.2TT RS6                                                | BCY                                   | 4 172 cc (254,6 cu in) | V8 DOHC 40v     | 331 kW (450 PS; 444 hp) při 6,400                                   | 560 Nm při 1,950–5,500                         | 4.9 sec    | 287 km/h (178 mph) (unlimited)     | 2002–2005     |
| 4.2TT RS6 plus                                           | BRV                                   | 4 172 cc (254,6 cu in) | V8 DOHC 40v     | 353 kW (480 PS; 473 hp) při 6,400                                   | 560 Nm při 1,950–6000                          | 4.5 sec    | 294 km/h (183 mph) (unlimited)     | 2004–2005     |
| Diesel engines                                           |                                       |                        |                 |                                                                     |                                                |            |                                    |               |
| 1.9 TDI                                                  | AFN, AVG                              | 1 896 cc (115,7 cu in) | I4 SOHC 8v      | 81 kW (110 PS; 109 hp) při 4,150 / 4000                             | 235 Nm při 1,900                               | 12.3 sec   | 194 km/h (121 mph)                 | 1997–2001     |
| 1.9 TDI PD                                               | AJM                                   | 1 896 cc (115,7 cu in) | I4 SOHC 8v      | 85 kW (116 PS; 114 hp) při 4,000                                    | 285 Nm při 1,900                               | 11.6 sec   | 196 km/h (122 mph)                 | 1998–2001     |
| 1.9 TDI PD                                               | AWX                                   | 1 896 cc (115,7 cu in) | I4 SOHC 8v      | 96 kW (131 PS; 129 hp) při 4,000                                    | 285 Nm při 1,750–2,500                         | 10.5 sec   | 203 km/h (126 mph)                 | 2001–2005     |
| 1.9 TDI PD                                               | AVF                                   | 1 896 cc (115,7 cu in) | I4 SOHC 8v      | 96 kW (131 PS; 129 hp) při 4,000                                    | 310 Nm při 1,900                               | 10.5 sec   | 203 km/h (126 mph)                 | 2001–2005     |
| 2.5 TDI                                                  | AFB, AKN                              | 2 496 cc (152,3 cu in) | V6 DOHC 24v     | 110 kW (150 PS; 148 hp) při 4,000                                   | 310 Nm při 1,500–3,200                         | 9.7 sec    | 218 km/h (135 mph)                 | 1997–2001     |
| 2.5 TDI                                                  | AYM                                   | 2 496 cc (152,3 cu in) | V6 DOHC 24v     | 114 kW (155 PS; 153 hp) při 4,000                                   | 310 Nm při 1,400–3,500                         | 9.7 sec    | 219 km/h (136 mph)                 | 2001–2002     |
| 2.5 TDI                                                  | BFC, BCZ                              | 2 496 cc (152,3 cu in) | V6 DOHC 24v     | 120 kW (163 PS; 161 hp) při 4,000                                   | 310 Nm při 1,400–3,600                         | 9.3 sec    | 222 km/h (138 mph)                 | 2002–2005     |
| 2.5 TDI                                                  | BDG                                   | 2 496 cc (152,3 cu in) | V6 DOHC 24v     | 120 kW (163 PS; 161 hp) při 4,000                                   | 350 Nm při 1,500–3,000                         | 9.3 sec    | 222 km/h (138 mph)                 | 2003–2005     |
| 2.5 TDI                                                  | AKE, BDH, BAU                         | 2 496 cc (152,3 cu in) | V6 DOHC 24v     | 132 kW (179 PS; 177 hp) při 4,000                                   | 370 Nm při 1,500–2,500                         | 8.9 sec    | 221 km/h (137 mph)                 | 1999–2005     |

## C6 (Typ 4F, 2004–2011)

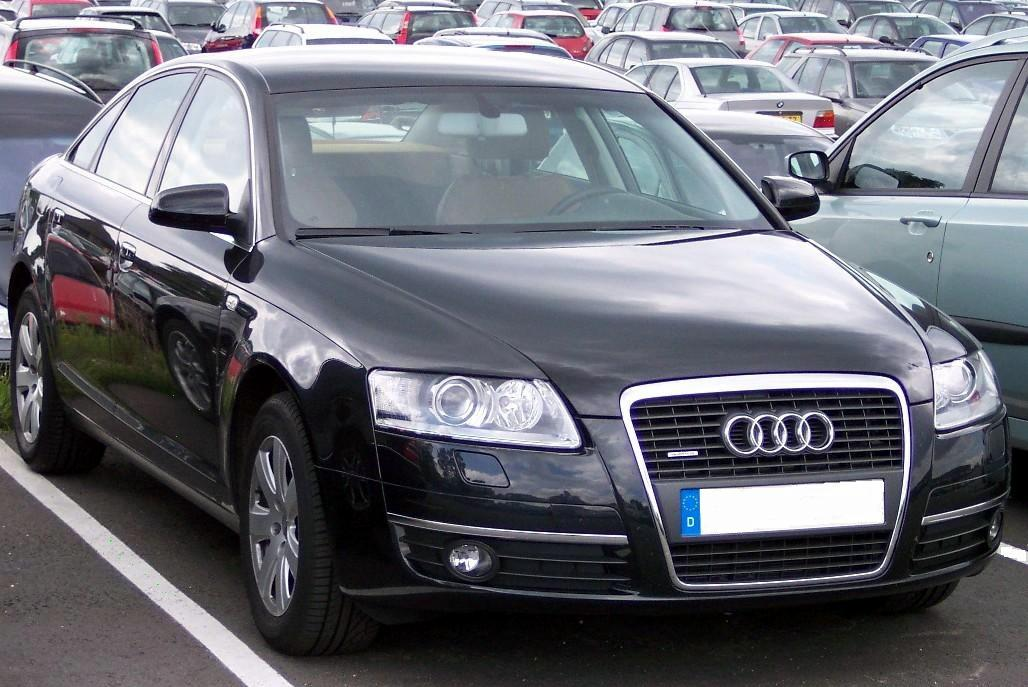
Audi A6 C6 sedan

V roce 2004 bylo představeno nové Audi A6 (Typ 4F). O rok později byla v prodeji i varianta Avant. V průběhu roku 2006 byla uvedena verze Allroad. V roce 2008 prošla C6 faceliftem. Novinkou ve vybavení je MMI (Multi Media Interface) – systém, kterým se dá ovládat rádio, satelitní navigace, klimatizace, CD přehrávač a případně i televize.
U motorů se můžeme setkat s FSI – motorem s přímým vstřikováním paliva. Zůstává převodovka Tiptronic, ale oproti předchozí generaci je šestistupňová.

### Parametry
| Parametry – Limuzína - Délka: 4916 mm - Šířka: 1855 mm - Šířka přes zrcátka : 2012 mm - Rozvor: 2843 mm - Rozchod přední nápravy: 1612 mm - Rozchod zadní nápravy: 1618 mm - Výška při provozní hmotnosti: 1459 mm - Průměr zatáčení: 11,9 m - Pohotovostní hmotnost:1,910 kg |  | Parametry – Avant - Délka: 4933 mm - Šířka: 1855 mm - Šířka přes zrcátka : 2012 mm - Rozvor: 2843 mm - Rozchod přední nápravy: 1612 mm - Rozchod zadní nápravy: 1618 mm - Výška při provozní hmotnosti: 1463 mm - Průměr zatáčení: 11,9 m - Pohotovostní hmotnost: 1,970 kg |

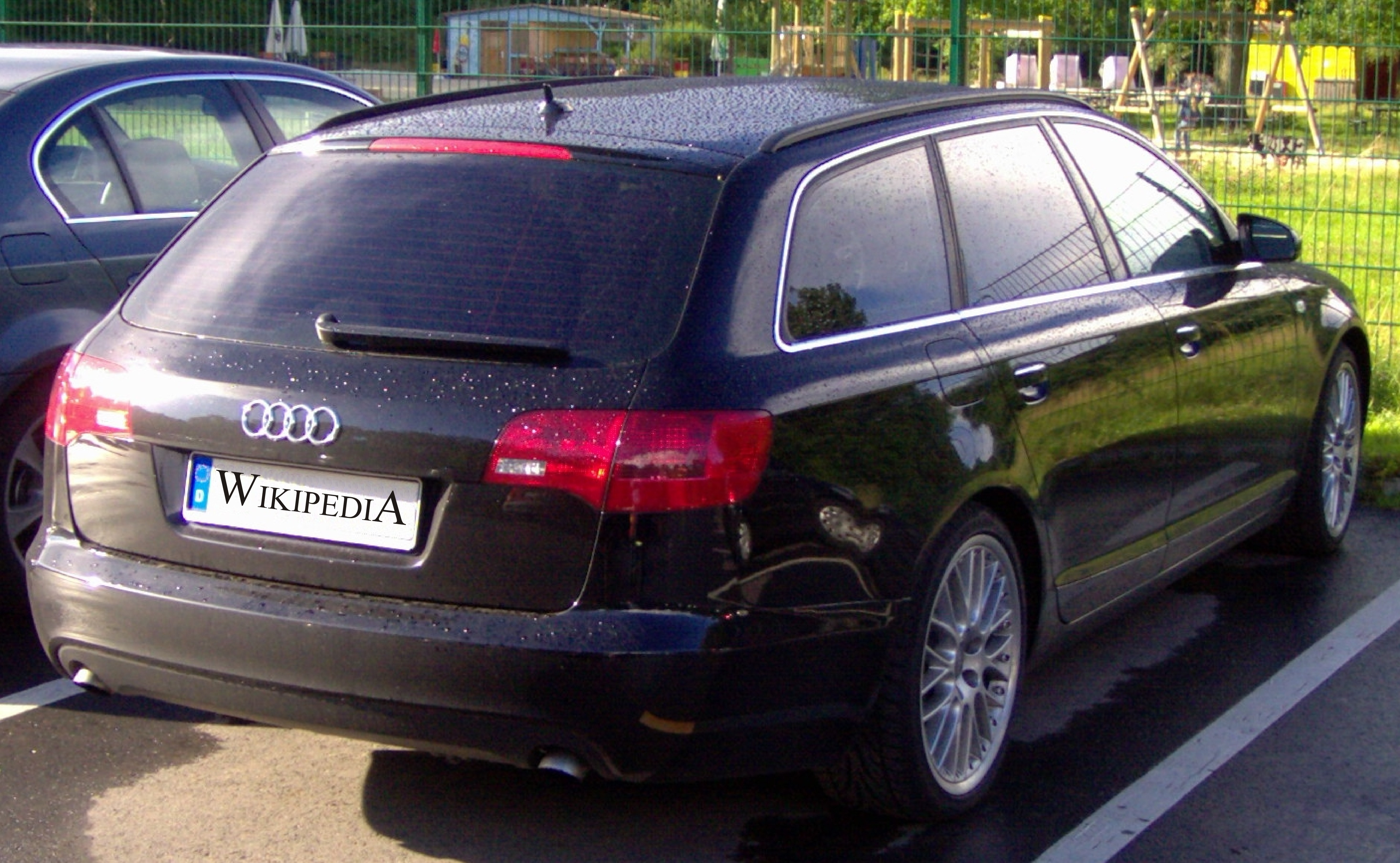
Audi A6 C6 Avant

### Motory
| válce            | objem | výkon          |
| ---------------- | ----- | -------------- |
| řadový čtyřválec | 2,0 l | 125 kW (170 k) |
| V6               | 2,4 l | 130 kW (177 k) |
| V6               | 2,8 l | 154 kW (210 k) |
| V6               | 3,0 l | 213 kW (290 k) |
| V6               | 3,2 l | 188 kW (255 k) |
| V8               | 4,2 l | 246 kW (335 k) |
| V8               | 4,2 l | 257 kW (350 k) |
| V10 (jen u S6)   | 5,2 l | 320 kW (435 k) |
| V10 model RS6    | 5,0 l | 426 kW (580 k) |

| válce            | objem | výkon                         |
| ---------------- | ----- | ----------------------------- |
| řadový čtyřválec | 2,0 l | 103 kW (140 k) 125 kW (170 k) |
| V6               | 2,7 l | 132 kW (180 k)                |
| V6               | 3,0 l | 165 kW (225 k)                |
| V6               | 3,0 l | 171 kW (233 k)                |
| V6               | 3,0 l | 176 kW (239 k)                |

### Verze S6
Sportovní verze poháněná desetiválcem s pohonem všech kol.
- Výkon – 320 kW
- Max. rychlost – 250 km/h
- Zrychlení 0–100 – 5,2 sec.

### Verze RS6
Biturbomotor V10 jej katapultuje z nuly na 100 km/h za 4,4 sekundy; na přání zvýší Audi elektronicky omezenou maximální rychlost z 250 na 280 km/h. Šestistupňový tiptronic (ZF 6HP26A) v novém RS 6 je z generace nových sportovních automatických převodovek Audi. Převádí ohromné síly na pohon quattro, který svým rozdělením mírně ve prospěch zadní nápravy pracuje rovněž extrémně dynamicky. Je to nejsilnější kombík vyráběný na celém světě. Motor je původně z Lamborghini, který zajistí skvělý zvuk z výfuků.
Jako první auto na světě používá zážehový motor V10 s přímým vstřikováním FSI a dvěma turbodmychadly umístěnými po stranách motoru.
- Výkon – 426 kW (580 PS)
- Točivý moment 650 Nm (od 1500 do 6250 min−1)
- Max. rychlost – 250 km/h nebo 280 km/h (omezeno)
- Zrychlení 0–100 – 4,4 sec.

### Verze A6 Allroad Quattro
Allroad odvozený z verze kombi s pohonem 4x4. Má větší světlou výšku a ochranné plastové kryty.
- Motory 3.0TDI 171kw, 2.7TDI 132kw, 3.2FSI 188kw

- Max. rychlost – 250 km/h
- Zrychlení 0–100 – 6,3 sec.
- 6válec
- Pouze vzduchový podvozek

## C7 (Typ 4G, 2011–2018)
4. generace Audi A6 byla uvedena na evropský trh v roce 2011, ostatní trhy brzy následovaly. Typ C7 sdílí podvozkovou platformu, motory a částečně interiér s Audi A7.Na konci roku 2014 prošla Audi A6 faceliftem. Dostala zcela nové přední Led Matrix světlomety a zadní dynamické led. Mezi dalšími novinkami je Adaptivní tempomat Audi start&go. Nové nárazníky, designy disků na kola a jednotnější maska se stala rovněž součástí faceliftu. V polovině roku 2015 přibyl motor 2.0 tdi s pohonem všech kol Quattro.
Typ C7 výrazněji nemění zaběhnutý trend a plně navazuje na C6. Mezi výrazné změny patří použití nových LED světlometů, prodloužení rozvoru o 76 mm či snížení odporu vzduchu na 0,26 Cx.

### Motory
| Model               | Roky      | Zdvih. objem | Typ             | Výkon, kroutící moment               |
| ------------------- | --------- | ------------ | --------------- | ------------------------------------ |
| A6 2.0 TFSI         | 2011–     | 1984 cm3     | R4 turbo        | 132kW @ 4000–6000, 320Nm @ 1500–3900 |
| A6 2.0 TFSI         | 2011–     | 1984 cm3     | R4 turbo        | 155kW @ 6500, 350Nm @ 3250           |
| A6 2.8 FSI          | 2011–     | 2773 cm3     | V6              | 162kW @ 5250–6250, 280Nm @ 3000–5000 |
| A6 2.8 FSI quattro  | 2011–     | 2773 cm3     | V6              | 162kW @ 5250–6250, 280Nm @ 3000–5000 |
| A6 2.5 FSI          | 2012–     | 2498 cm3     | V6              | 140kW @ 5500–6500, 250Nm @ 3000–4750 |
| A6 3.0 TFSI quattro | 2011–2012 | 2995 cm3     | V6 supercharged | 221kW @ 5250–6500, 440Nm @ 2900–4500 |
| A6 3.0 TFSI quattro | 2012–     | 2995 cm3     | V6 supercharged | 228kW @ 5500–6500, 440Nm @ 2900–4500 |
| S6 4.0 TFSI quattro | 2012–     | 3993 cm3     | V8 twin turbo   | 309kW @ 5500–6400, 550Nm @ 1450–5250 |

| Model                           | Roky  | Zdvih. objem | Typ           | Výkon, kroutící moment                                                                    |
| ------------------------------- | ----- | ------------ | ------------- | ----------------------------------------------------------------------------------------- |
| A6 2.0 TDI                      | 2011– | 1968         | R4 turbo      | 130kW @ 4200, 380Nm @ 1750–2500                                                           |
| A6 3.0 TDI                      | 2011– | 2967         | V6 turbo      | 150kW @ 3250–4500, 400Nm @ 1250–3500                                                      |
| A6 3.0 TDI quattro              | 2011– | 2967         | V6 turbo      | 150W @ 3250–4500, 450Nm @ 1250–3500                                                       |
| A6 3.0 TDI quattro              | 2011– | 2967         | V6 turbo      | 180kW @ 4000–4500, 500Nm @ 1400–3250 (2011–) 180kW @ 4000–4500, 580Nm @ 1750–2500 (2012–) |
| A6 3.0 TDI clean diesel quattro | 2011– | 2967         | V6 turbo      | 180kW @ 4000–4500, 500Nm @ 1400–3250                                                      |
| A6 3.0 TDI quattro              | 2011– | 2967         | V6 twin turbo | 230kW @ 3900–4500, 650Nm @ 1450–2800                                                      |

### verze S6
Sportovní verze S6 byla představena v roce 2012.

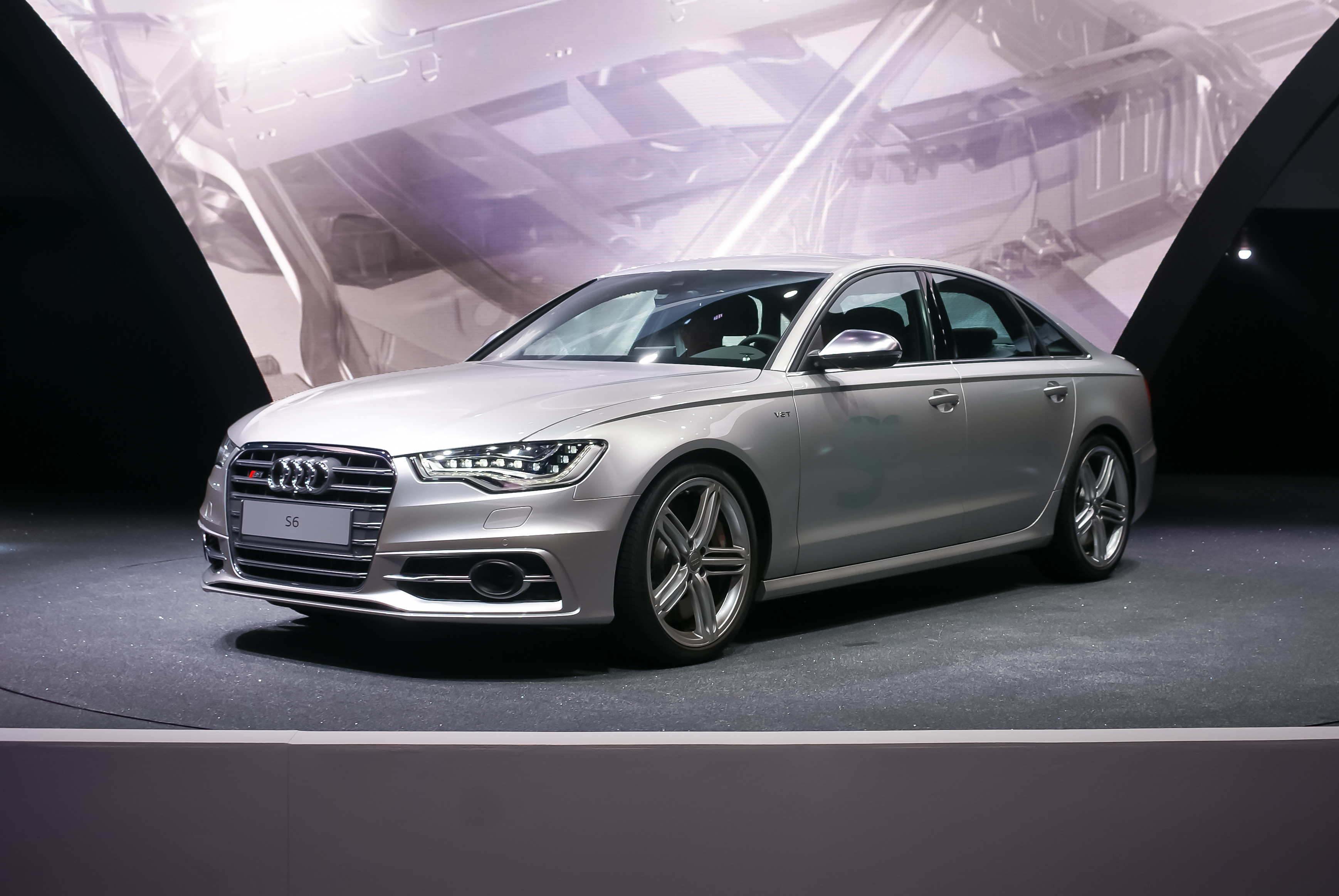
Sportovní verze S6 (C7)